# AIMCO
AIMCO (Apartment Investment and Management Company) ist ein US-amerikanisches Unternehmen mit Sitz in Denver, Colorado. Das Unternehmen ist im Aktienindex S&P 500 gelistet.
The Considine Company, Inc. wurde 1975 von Terry Considine gegründet. 1987 übernahm das Unternehmen 75 % an dem US-amerikanischen Unternehmen McDermott, Stein und Ira aus Denver. AMICO ist seit 1994 als Real-Estate-Investment-Trust strukturiert. 1994 ging das Unternehmen an die Börse.